# Kristianstads garnison
Kristianstads garnison var en armégarnison inom svenska Försvarsmakten som verkade åren 1614–2002. Garnisonen leddes från Stora kronohuset i Kristianstad.

## Historia
Garnisonens historia sträcker sig tillbaka 1614 då Kristianstads fästning började anläggas. Detta för att skydda staden, som då tillhörde Danmark, från svenskarna som härjade i området. Dock hjälpte det inte så länge, då staden tillsammans med resten av Skåne tillföll Sverige 1658 genom freden i Roskilde. Fästningen kom dock att ingå i Sveriges fasta försvar fram till 1843 och bestod av 13 bastioner.
När garnisonen var som störst ingick Wendes artilleriregemente (A 3), Norra skånska regementet (P 6), Kristianstadsbrigaden (PB 26),  Södra militärområdet och Södra arméfördelningen samt myndigheter som Pliktverket och Fortifikationsverket inom garnisonen. Dock kom den att börja avvecklas genom försvarsbeslutet 1992 då Wendes artilleriregemente (A 3) kom att omlokaliseras till Hässleholms garnison och Norra skånska regementet (P 6) med Kristianstadsbrigaden (PB 26) avvecklades. De militära enheter som blev kvar inom garnisonen var Södra underhållsregementet, Södra militärområdesstaben och Södra arméfördelningen, vilka kom senare att avvecklas genom försvarsbeslutet 2000.

## Näsby

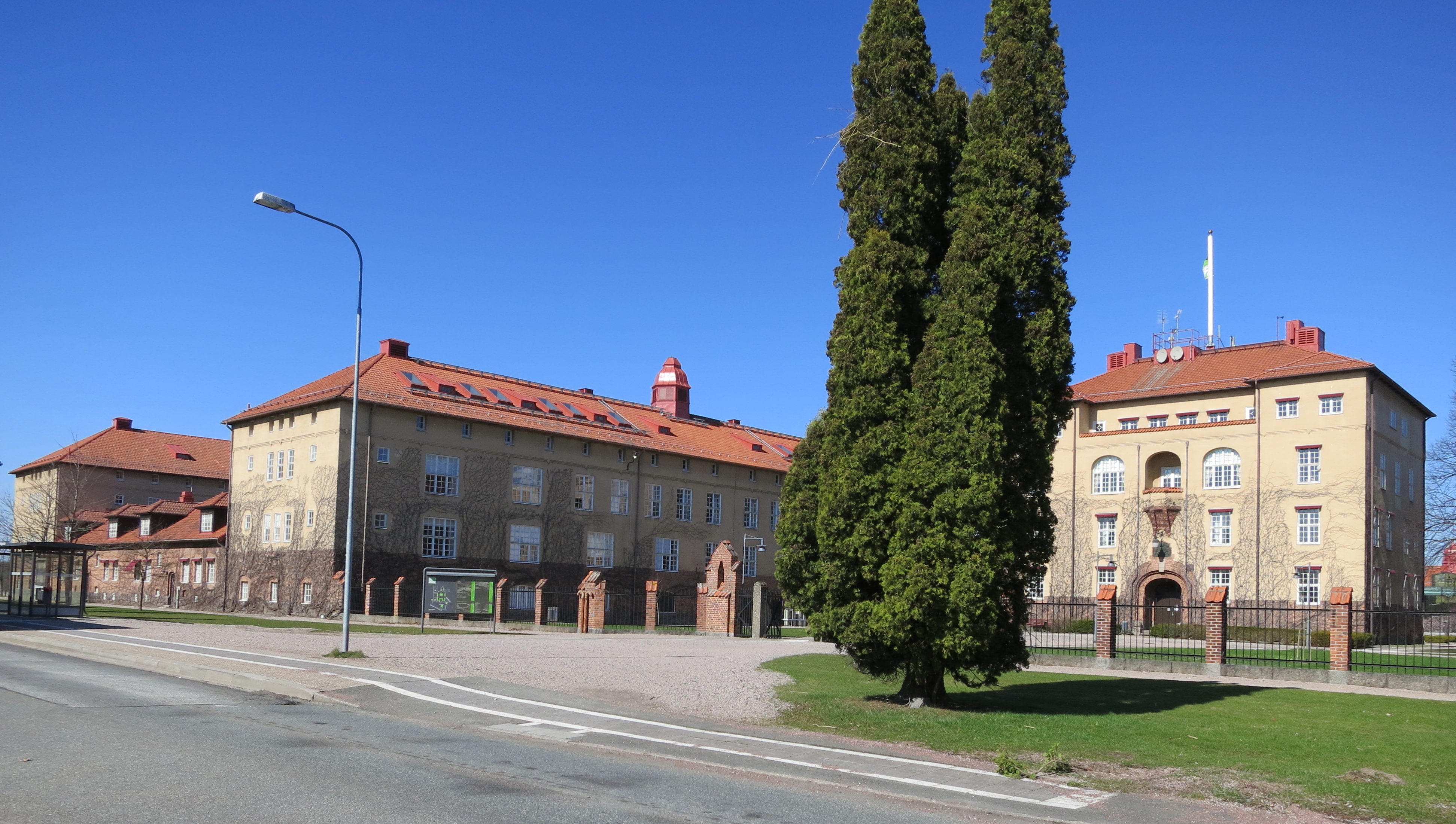
Kasernerna i Näsby, numera Högskolan Kristianstad

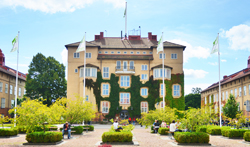
Kanslihuset vid Elmetorpsvägen

Under början av 1920-talet uppfördes ett nytt kasernetablissement i Näsby. Etablissementet uppfördes till Norra skånska infanteriregementet genom 1901 års härordnings byggnadsprogram efter Kasernbyggnadsnämndens andra serie av typetablissement för infanteriet. I oktober 1920 påbörjade regementet inflyttning på kasernområdet, och den 18 maj 1923 hölls en inflyttningsceremoni. Efter att regementet omorganiserades till ett pansarförband, Norra skånska regementet, kom ett flertal nya byggnader att uppföras i anslutning till kasernområdet, totalt kom 130-tal byggnader att uppföras. 
Den 1 oktober 1947 förlades ett sjukvårdskompani från Skånska trängregementet till Näsby. Kompaniet förlades till den byggnad som gick under smeknamnet "Ökenfortet". Detachementet upplöstes och avvecklades den 31 oktober 1956. Den 1 april 1957 övertogs byggnaden av den nybildade Arméns fotoskola. Byggnaden var karismatisk gulmålad och inhyste sändare av olika slag. Skolan upplöstes och avvecklades den 1 juli 1974.
I samband med riksdagen beslutade att regementet skulle upplösas och avvecklas den 30 juni 1994, såldes hela området 1993 till Byggnadsstyrelsen och 1994 lämnades området helt. Sedan 1995 huserar Högskolan Kristianstad inom det före detta kasernområdet.

## Norra Kaserngatan

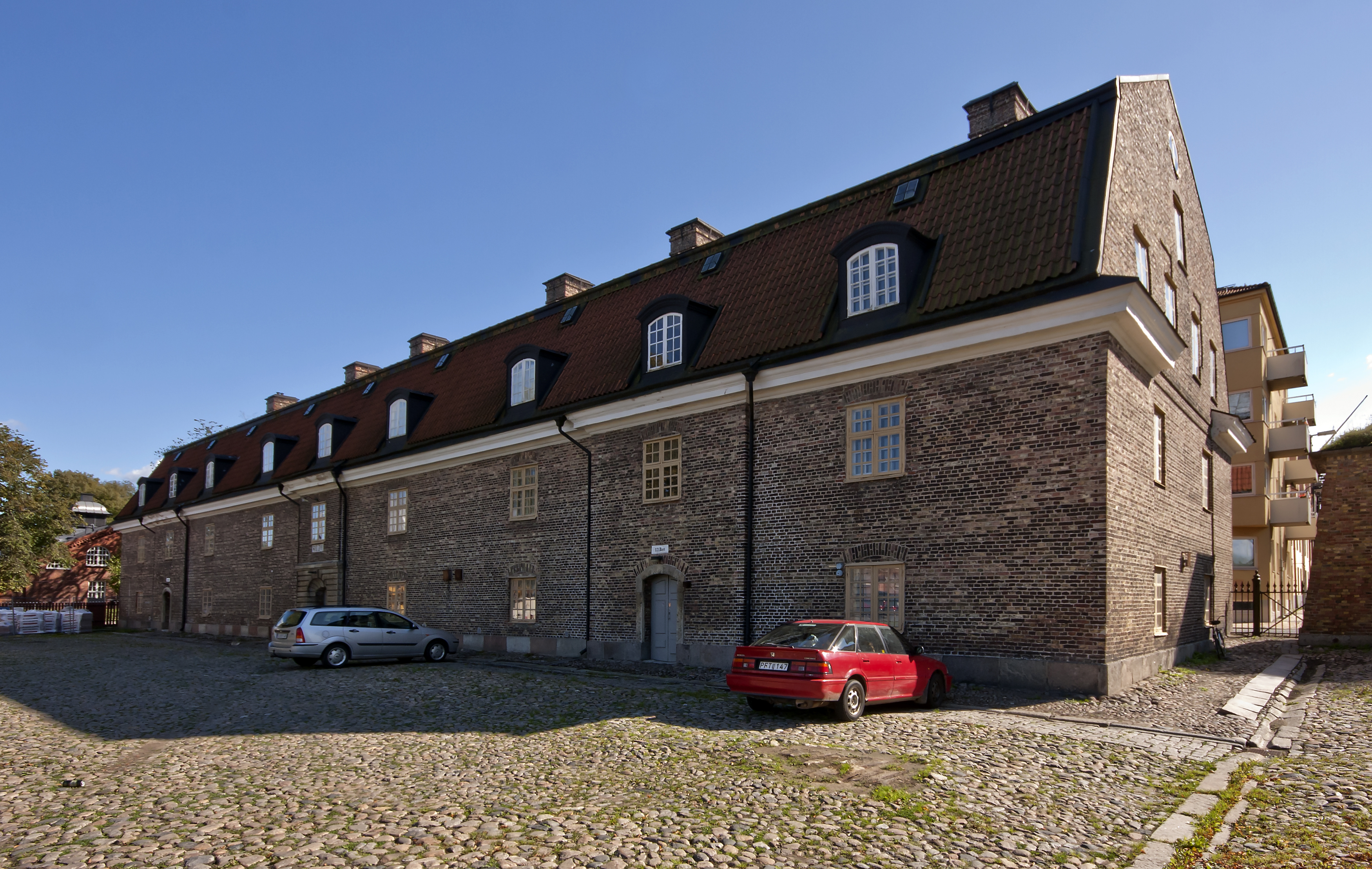
Norra kasern vid Norra Kaserngatan

När Wendes artilleriregemente bildades 1794 förlades huvuddelen av regementet till Norra kasernen på Norra Kaserngatan 1-5 i Kristianstad. Den 1 september 1961 lämnades byggnaden till Kristianstads kommun.

## Norra Åsum

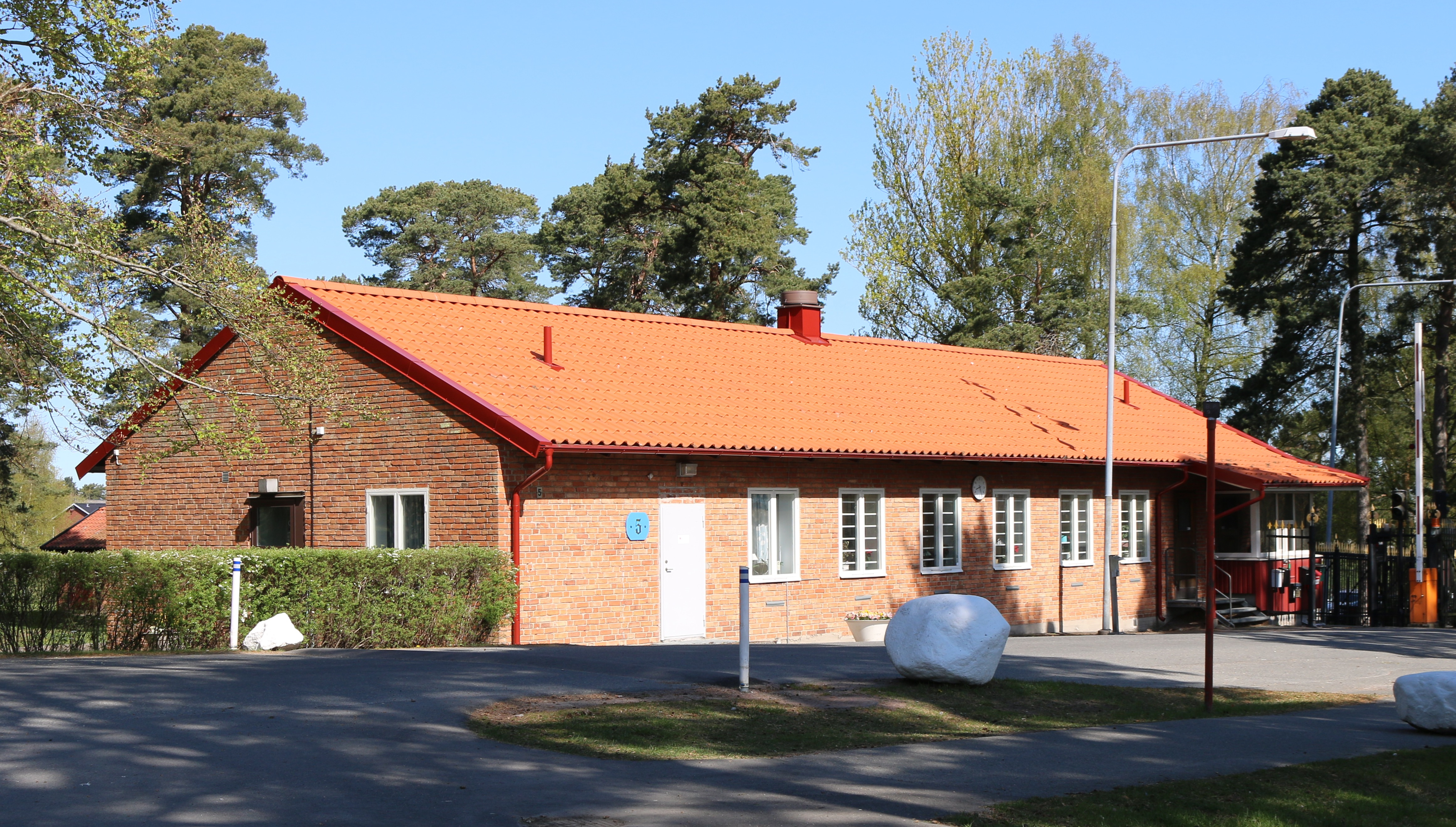
Vaktkasernen i Norra Åsum

Den 1 juli 1946 påbörjade Wendes artilleriregemente att flytta ut från centrala Kristianstad till det nya kasernområdet i Norra Åsum. Kasernområdet skiljer sig åt jämfört med de äldre kasernetablissemangen i Kristianstad, då det uppfördes efter 1940 års militära byggnadsutrednings typritningar, vilka ej byggde på en sammanhållen bebyggelse för att bilda en kaserngård. Istället uppfördes kasernområdet utspridd utan någon synbar plan, i syfte att det från luften inte skulle skilja sig från civil bebyggelse. De första värnpliktiga förlades till Norra Åsum den 1 juli 1946. År 1947 lämnade de sista värnpliktiga Östra kasern. Helt klart stod kasernområdet 1953, då även regementsstaben flyttade in den 6 september. Kasernområdet i Norra Åsum lämnades den 30 juni 1994, och regementet omlokaliserades till Hässleholms garnison. Kasernområdet i Norra Åsum såldes 1995 till Kristianstads kommun, som öppnade gymnasieprogram från Allöskolan och Milnerskolan.

## Stora Kronohuset

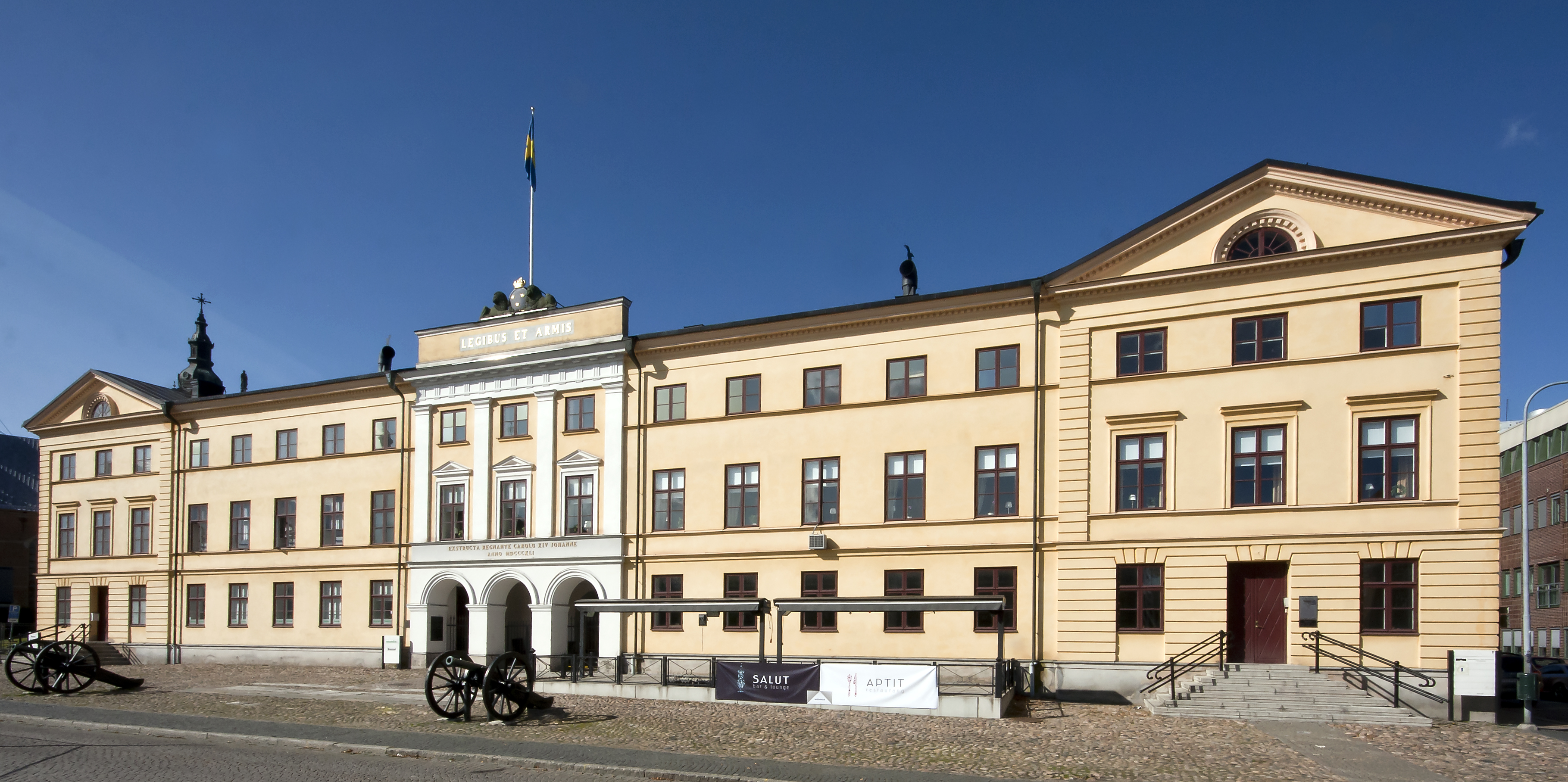
Stora kronohuset i Kristianstad

Vid Stora torget uppfördes åren 1840–1841 Stora kronohuset. Byggnaden kom att delas av Hovrätten över Skåne och Blekinge med Wendes artilleriregemente. Där Wendes artilleriregemente kom den 9 november 1841 förlägga sin regementsstab till Stora kronohuset. År 1917 lämnade Hovrätten byggnaden och Wendes artilleriregemente kom att disponera hela byggnaden fram till 1939. Då I. arméfördelningsstaben omlokaliserades den 1 oktober 1939 från Helsingborg till Stora Kronohuset. Från den 1 oktober 1942 kom I. arméfördelningsstaben upplösas och avvecklas, och ersattes med nybildade I. militärområdesstaben, som övertog stabsplatsen i Stora Kronohuset. År 1953 flyttade regementsstaben vid Wendes artilleriregemente ut från Stora Kronohuset, men kom fram till den 30 juni 1994 att disponera mässen i byggnaden. År 1966 flyttade I. militärområdesstaben, som nu gick under namnet Södra militärområdesstaben, till ett nybyggt stabskomplex vid Kockumsgatan. I dess ställe flyttade den 6 oktober 1966 staben för Kristianstads försvarsområde (Fo 14) in i byggnaden. Den 30 juni 1975 flyttade försvarsområdesstaben till Näsby, för att där bli en del av Norra skånska regementet.
Åren 1975–1994 kom staberna för Södra militärområdes tygförvaltning (TF S), Södra militärområdes materielförvaltning (MF S) vara förlagda i byggnaden. År 1994 övertogs byggnaden av staben vid Södra underhållsregementet, som verkade där fram till 31 december 2001. Efter att Södra underhållsregementet upplöstes den 31 december 2001, övergick verksamheten till en avvecklingsorganisation. Den 30 september 2002 löpte Försvarsmaktens hyreskontrakt ut, samtidigt som Försvarsmakten lämnade byggnaden. Vid lämnandet överräcktes nycklarna under en ceremoni tillsammans med en svensk flagga till fastighetsägaren Norrporten. Kvar i byggnaden med en militär anknytning är den före detta officersmässen som drivs av Militärsällskapet i Stora Kronohuset (MISK).
När Södra militärområdet bildades den 1 oktober 1942, förlades staben till Kronohuset på Östra Storgatan 22 i Kristianstad. Från den 1 oktober 1966 förlades större delar av staben till ett nyuppfört kontorskomplex på Kockumsgatan 6

## Västra Storgatan/Södra Kaserngatan

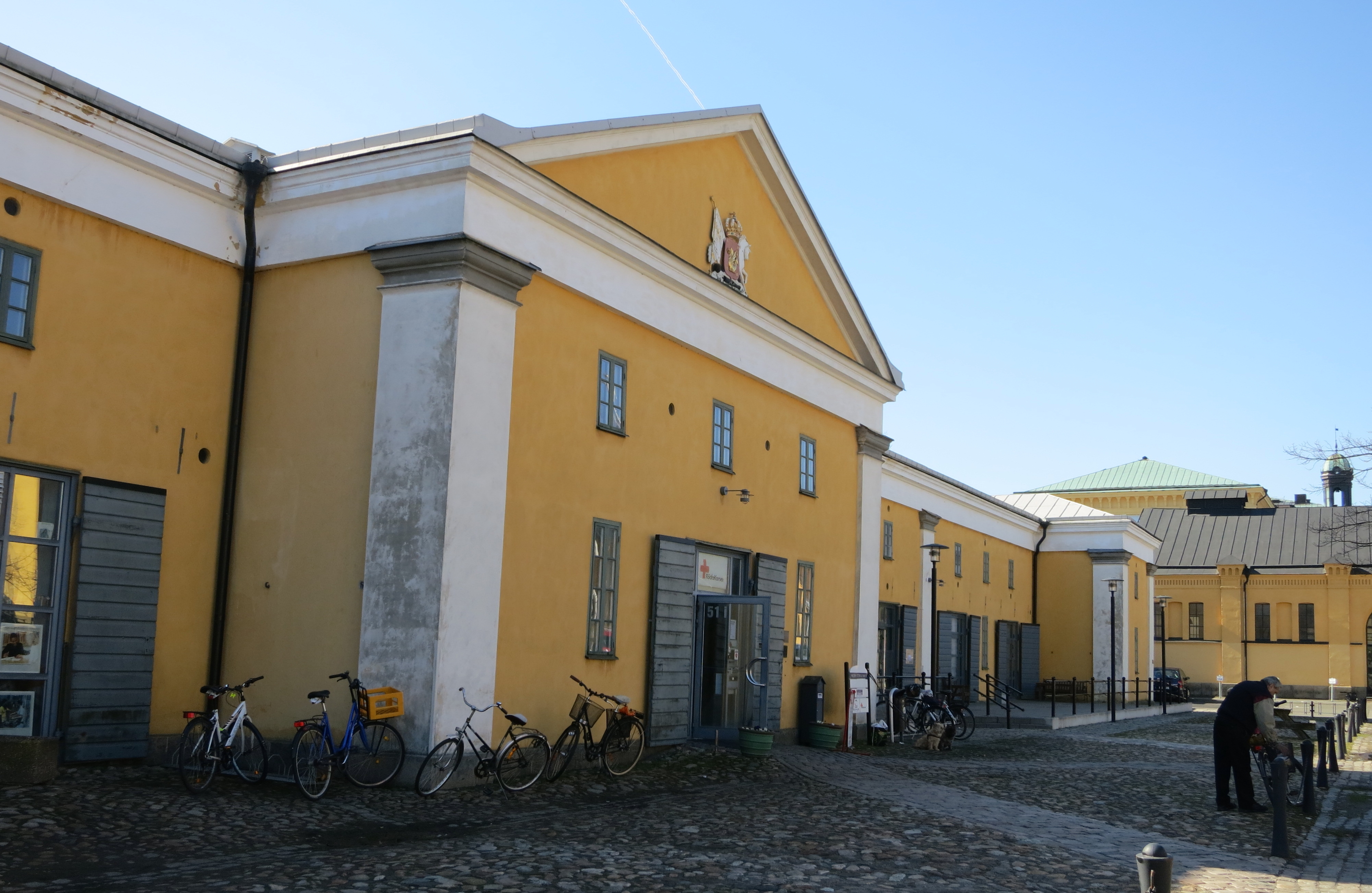
Södra Kasern vid Västra Storgatan

Södra kasern ligger på ett kasernetablissementet mellan Västra Storgatan och Östra Boulevarden och består av ett flertal kaserner, där den äldsta är från 1793 och går under namnet Gamla kasern/Södra kasernen. År 1847 byggdes kasernen om, det efter att den eldhärjats och fick sitt nuvarande utseende med tre våningar. Åren 1853–1897 uppfördes ett flertal byggnader inom kasernområdet, då Fältförrådet och Gamla västra stallet uppfördes 1853, Exercishuset 1874, de nya stallarna 1876, Matinrättningen 1880 och sist Nya Kasern/Nya södra kasernen 1897. Matinrättningen är uppförd efter en T-formad plan, med köksinrättning i den vertikala och matsalen in den horisontella delen. Den T-formade planen fastställdes efter 1893 års föreskrifter om kasernetablissement, och låg till planform för matinrättningar fram till 1940-talet. Vid Västra Storgatan förlades den 23 december 1814 tre divisioner ur Wendes artilleriregemente till Södra kasernen. Den 4 oktober 1897 förlades delar av regementet till den nya södra kasernen. Den 1 juli 1946 påbörjade regementet att flytta till det nya kasernområdet i Norra Åsum, och den 1 juli 1951 överlämnades kasernområdet på Västra Storgatan till Byggnadsstyrelsen.

## Östra Boulevarden

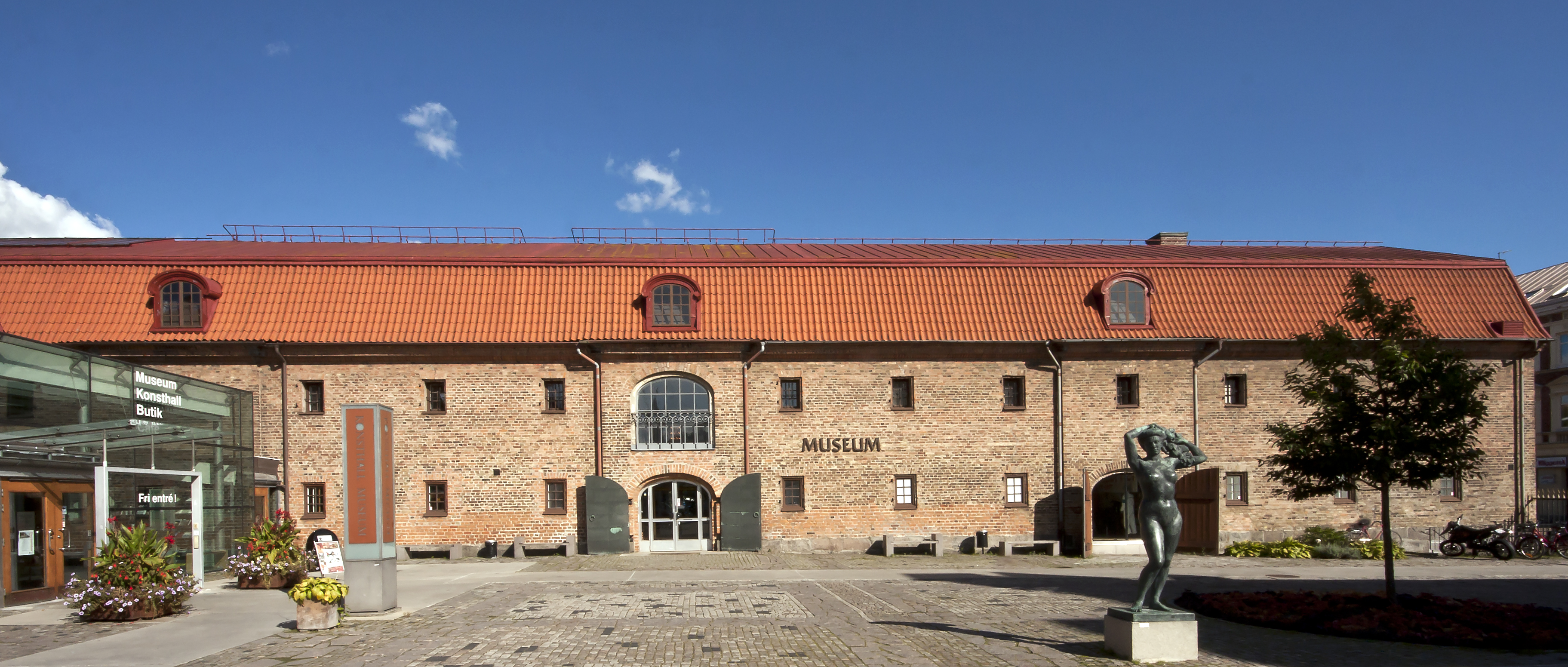
Tyghuset vid Östra Boulevarden

Stora tyghuset på Östra Boulevarden uppfördes 1617 då som ett stall i en våning, omkring 1780 byggdes huset ut med en våning och samtidigt kom huset att börjas att användas som tyghus. År 1947 kom tygverkstaden att flytta till det nya kasernområdet i Norra Åsum. År 1953 övertogs byggnaden av Kristianstads kommun. Det hus som idag finns kvar på området inrymmer sedan 1959 Regionmuseet Kristianstad.

## Östra Kaserngatan/Kockumsgatan

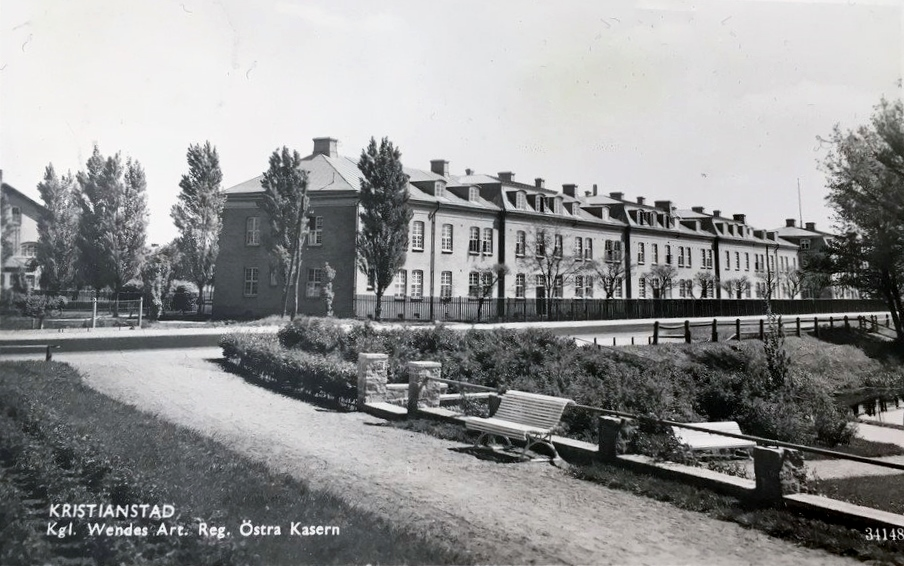
Östra kasern

Östra kasern är ett kasernetablissement vid Östra Kaserngatan och Kanalgatan, vilket uppfördes 1906 på uppdrag av Arméförvaltningen. Etablissementet uppfördes med så kallat mansardtak efter ritningar av Erik Josephson, efter det då rådande blocksystemet kring en kvadratisk kaserngård. På grund av det sanka läget i området uppfördes byggnaderna i två våningar och vind och saknar källarvåning. Den 6 september 1906 förlades delar av Wendes artilleriregemente till Östra Kaserngatan. Den 1 oktober 1944 förlades ett provisoriskt kompani från Signalregementet till Kristianstad och förlades till den västra kasernen. År 1950 beslutades att kompaniet skulle upplösas.
Den 1 juli 1946 påbörjade regementet att flytta till det nya kasernområdet i Norra Åsum och 1947 lämnade de sista värnpliktiga Östra kasern. Efter att Wendes artilleriregemente flyttade till Norra Åsum, så kom delar av kasernetablissementet stå tomt. Den 27 maj 1958 förlades staben för Kristianstads försvarsområde (Fo 14) till kanslihuset. Den 9 oktober 1966 omlokaliserades försvarsområdesstaben till Stora kronohuset. Från den 1 oktober 1966 förlades Södra militärområdesstaben (Milo S) till ett nyuppfört kontorskomplex på Kockumsgatan 6. År 1968 inrättades Värnpliktsverket, där Södra värnpliktskontoret (VKS) kom att förläggas till Östra Kasern. Den 30 juni 2000 upplöstes och avvecklades Södra militärområdesstaben (Milo S). Kvar inom kasernområdet med militär anknytning fanns Totalförsvarets rekryteringsmyndighet fram till den 31 december 2017, då kontoret stängdes och flyttades till Malmö.